# Harald Grünert
Harald Grünert (* 9. Oktober 1902; † 1990) war ein deutscher Schauspieler und Hörspielsprecher.

## Leben
Harald Grünert erhielt sein erstes Engagement als Schauspieler von 1927 bis 1929 am Theater in Saarbrücken. Von da ging es weiter nach Würzburg, wo er in der Saison 1929/1930 auf der Bühne stand. Die nächste Station war Teplitz-Schönau, wo er von 1930 bis 1931 in leichten und ernsthaften Stücken, oft auch in Nebenrollen, auftrat. Über Zwickau, in der Spielzeit 1931/1932, kam er dann in der Saison 1932 bis 1933 nach Berlin. 1934 spielte er am Theater in Straßburg und bekam dann bis 1936 ein Engagement in Luxemburg. 1936 war auch das Jahr, in dem der Gegner des Nationalsozialismus aus der Reichstheaterkammer ausgeschlossen wurde. Von 1940 bis 1942 war er am Theater in Koblenz engagiert, bevor er als bereits 40-Jähriger aktiv am Zweiten Weltkrieg teilnehmen musste.
Nach dem Krieg wirkte Harald Grünert auf der Bühne des Theaters in Potsdam, als Kabarettist in Berlin und auch am Schillertheater in Berlin. Als Hörspielsprecher arbeitete er erst im West-Berliner RIAS und nach 1950 beim Rundfunk der DDR. Vor der Kamera stand er ab 1950 für die DEFA und den Deutschen Fernsehfunk.
Harald Grünert starb 1990 im Alter von 87 Jahren.

## Filmografie
- 1950: Semmelweis – Retter der Mütter
- 1950: Familie Benthin
- 1955: Der Ochse von Kulm
- 1955: Ernst Thälmann – Führer seiner Klasse
- 1956: Thomas Müntzer – Ein Film deutscher Geschichte
- 1959: Reportage 57
- 1960: Der schweigende Stern
- 1960: Leute mit Flügeln
- 1960: Einer von uns
- 1962: Das grüne Ungeheuer (Fernseh-Fünfteiler, 1 Episode)
- 1962: Mord ohne Sühne
- 1963: Bonner Pitaval: Die Affäre Heyde-Sawade (Fernsehreihe)
- 1964: Das Lied vom Trompeter
- 1964: Der fliegende Holländer
- 1964: Der Mann mit der Maske
- 1966: Lebende Ware
- 1968: Stunde des Skorpions (Fernseh-Dreiteiler)

## Theater
- 1930: Frederick Lonsdale: Sexappeal (Willi Tatham) – Regie: Werner Hammer (Stadttheater Teplitz-Schönau)
- 1930: Stefan Zweig: Lamm der Armen (Berthier) – Regie: Fritz Hagen (Stadttheater Teplitz-Schönau)
- 1930: Curt Corrinth: Sektion Rahnstetten – Regie: Fritz Hagen (Stadttheater Teplitz-Schönau)
- 1930: Rudolf Bernauer/Rudolf Österreicher: Konto X (Kurt) – Regie: Werner Hammer (Stadttheater Teplitz-Schönau)
- 1931: Leo Lenz: Ständchen bei Nacht (Werner) – Regie: Viktor Gschmeidler (Stadttheater Teplitz-Schönau)
- 1931: Arthur Schnitzler: Komtesse Mizzi (Philipp) – Regie: Fritz Kennemann (Stadttheater Teplitz-Schönau)
- 1931: Friedrich Hebbel: Die Nibelungen (König Gunther) – Regie: Fritz Kennemann (Stadttheater Teplitz-Schönau)
- 1931: Carl Rössler: Die fünf Frankfurter (Jakob Rothschild) – Regie: Fritz Kennemann (Stadttheater Teplitz-Schönau)
- 1934: Hans Mahner-Mons: Hasenklein kann nichts dafür (Harry Greil) – Regie: ? (Théâtre national de Strasbourg)
- 1948: Awo-Erge-Heitzenröther: Berlin – diesseits von Gut und Böse – Regie: Heinrich Goertz (Frischer Wind (Kabarett) im Haus Vaterland Berlin)
- 1957: Ferdinand Raimund: Der Bauer als Millionär – Regie: Rudolf Steinboeck (Schillertheater Berlin)

## Hörspiele
- 1947: (Unbekannt): Franz Schubert. Drei Bilder aus dem Leben des Komponisten – Regie: ? (Hörspiel, 3 Teile – RIAS Berlin)
- 1949: (Unbekannt): Anatols Hochzeitsmorgen – Regie: ? (Kurzhörspiel – RIAS Berlin)
- 1950: Johann Nestroy: Der Hagestolz (Arnold) – Regie: Karl Metzner (Kurzhörspiel – RIAS Berlin)
- 1953: Walter Karl Schweickert: Der Ochse von Kulm – Regie: Hans Busse (Hörspiel – Rundfunk der DDR)
- 1953: Charles Dickens: Der Weihnachtsabend – Regie: Hans Busse (Hörspiel – Rundfunk der DDR)
- 1954: Aristophanes: Lysistrate – Regie: Horst Preusker (Hörspiel – Rundfunk der DDR)
- 1955: Jan de Hartog: Schiff ohne Hafen (Offizier) – Regie: Lothar Dutombé (Hörspiel – Rundfunk der DDR)
- 1956: Béla Balázs: Wolfgang Amadeus Mozart – Regie: Joachim Witte (Hörspiel – Rundfunk der DDR)
- 1956: Rolf Schneider: Das Gefängnis von Pont L' Eveque (Häftling) – Regie: Helmut Hellstorff (Hörspiel – Rundfunk der DDR)
- 1957: Horst Girra: Die gläserne Spinne – Regie: Werner Wieland (Kriminalhörspiel – Rundfunk der DDR)
- 1958: Otto Tausig: Der Fall van der Lubbe – Regie: Erich-Alexander Winds (Dokumentarhörspiel – Rundfunk der DDR)
- 1958: Peter Erka: Autos machen Leute – Regie: Werner Wieland (Hörspiel – Rundfunk der DDR)
- 1958: Lajos Barta: Ignaz Semmelweis – Regie: Hans Knötzsch (Hörspiel – Rundfunk der DDR)
- 1959: Rolf Schneider: Der König und sein Dieb – Regie: Helmut Hellstorff (Hörspiel – Rundfunk der DDR)
- 1959: Rolf H. Czayka: Schüsse an der Seine (Barkeeper) – Regie: Joachim Witte (Hörspiel – Rundfunk der DDR)
- 1959: Rolf H. Czayka: Die schwarze Schnur – Regie: Werner Grunow (Hörspiel – Rundfunk der DDR)
- 1959: Brüder Grimm: Die Bremer Stadtmusikanten (Hahn) – Regie: Theodor Popp (Kinderhörspiel – Litera)
- 1960: Joachim Knauth: Die sterblichen Götter – Regie: Joachim Witte (Hörspiel – Rundfunk der DDR)
- 1960: Cené Bernauer: Druckort unbekannt – Regie: Joachim Witte (Hörspiel – Rundfunk der DDR)
- 1961: Klára Fehér: Die Krone der Schöpfung – Regie: Peter Thomas (Hörspiel – Rundfunk der DDR)
- 1965: Klaus Geissler: Reiner und die Tierpartiere – Regie: Maritta Hübner (Kinderhörspiel/Kurzhörspiel/Rätselsendung – Rundfunk der DDR)
- 1965: Gisela Horn: Der große Fall (Portier) – Regie: Manfred Täubert (Kinderhörspiel – Rundfunk der DDR)
- 1966: Nikolai Nossow: Nimmerklug im Knirpsenland – Regie: Ingeborg Milster (Kinderhörspiel, 3 Teile – Rundfunk der DDR)
- 1967: Walentin Medwejew: Jura, der Träumer (Spatz) – Regie: Manfred Täubert (Kinderhörspiel – Rundfunk der DDR)
- 1967: Hans Pfeiffer: Dort unten in Alabama – Regie: Wolfgang Brunecker (Hörspiel – Rundfunk der DDR)
- 1968: Lew Tolstoi: Krieg und Frieden (Arzt) – Regie: Werner Grunow (Hörspiel, 8. Teil – Rundfunk der DDR)
- 1968: Hellmut Butterweck: Das Wunder von Wien (Wiener) – Regie: Hans Knötzsch (Hörspiel – Rundfunk der DDR)
- 1969: Friedrich Dürrenmatt: Abendstunde im Spätherbst (Hoteldirektor) – Regie: Werner Grunow (Hörspiel – Rundfunk der DDR)